# Remigijus Lupeikis
Remigijus Lupeikis (nascido em 22 de setembro de 1964) é um ex-ciclista lituano que competiu no ciclismo nos Jogos Olímpicos de Verão de 1996 e 2000, representando a Lituânia.